# カザレット・ディ・ソプラ
カザレット・ディ・ソプラ（伊: Casaletto di Sopra）は、イタリア共和国ロンバルディア州クレモナ県にある、人口約600人の基礎自治体（コムーネ）。

## 地理

### 位置・広がり

#### 隣接コムーネ
隣接するコムーネは以下の通り。括弧内のBGはベルガモ県所属を示す。
- バルバータ (BG)
- カミザーノ
- フォンタネッラ (BG)
- オッファネンゴ
- リチェンゴ
- ロマネンゴ
- ソンチーノ
- ティチェンゴ

### 気候分類・地震分類
気候分類では、zona E, 2251 GGに分類される。
また、イタリアの地震リスク階級 (it) では、zona 3 (sismicità bassa) に分類される
。